# André Wernli
André Wernli (Oberfrick, 7 september 1967) is een Zwitsers voormalig professioneel wielrenner. Hij reed voor onder meer Lampre en Polti.
Wernli werd in 1985 derde op het Zwitserse kampioenschap op de weg bij de junioren. Eenmaal als prof won hij geen enkele koers, maar wist wel ereplaatsen te behalen in grote Zwitserse wedstrijden als de Stausee-Rundfahrt Klingnau (3e) en de GP Tell (2e).

## Grote rondes
Geen